# Валч
Валч (пол. Wałcz, нім. Deutsch Krone) — місто в північно-західній Польщі, центр повіту у Західнопоморському воєводстві.

## Населення
На 31 березня 2014 року, у місті було 26 213 жителі.

## Українська діаспора у Валчі

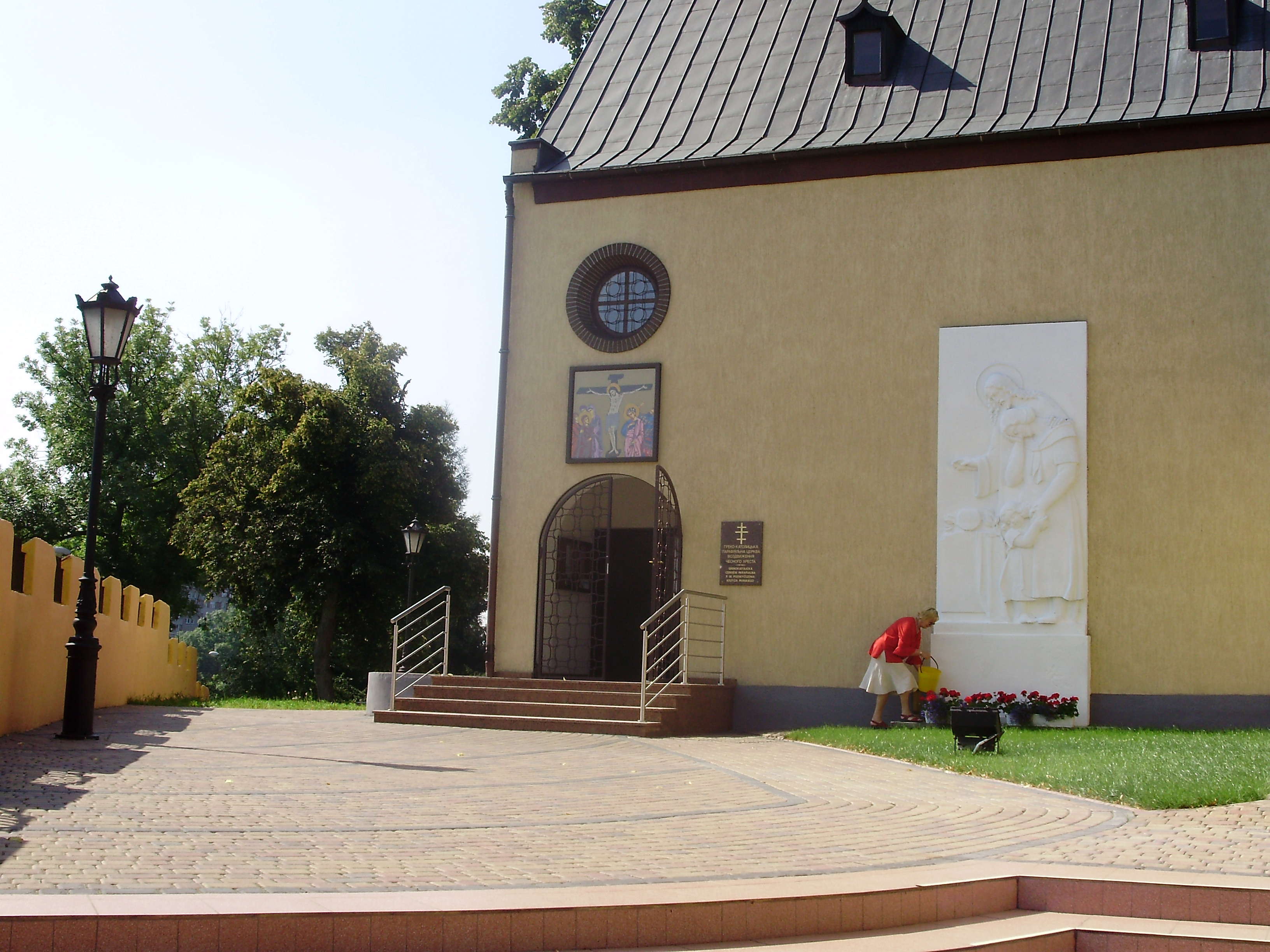
Храм УГКЦ у Валчі

По акції «Вісла» українці, що проживали на своїх споконвічних теренах т. зв. «Закерзоння» були насильно переселені на північні та західні землі Польщі. Ці землі були передані Польщі за наслідками другої світової війни від Німеччини. Німців з цих територій було частково виселено, а частково вони пізніше виїхали до Німеччини добровільно. Політика польської влади зводилася до того, щоб українці не мали можливості проживати компактно.
Тепер у Валчі українців є близько 300 осіб, тобто понад 1 % від населення міста. Діє парафія Української греко-католицької церкви. Головою об'єднання українців у Валчу є Стефанія Терефенко.

## Відомі люди

### Народилися
- Мирослав Чех — етнічний українець, посол Сейму РП.
- Кшиштоф Гловацький — польський боксер, який у бою за звання чемпіона світу поступився Олександрові Усику.

## Демографія
Демографічна структура станом на 31 березня 2011 року:
|          | Загалом | Допрацездатний вік | Працездатний вік | Постпрацездатний вік |
| -------- | ------- | ------------------ | ---------------- | -------------------- |
| Чоловіки | 12621   | 2394               | 9058             | 1169                 |
| Жінки    | 13814   | 2357               | 8398             | 3059                 |
| Разом    | 26435   | 4751               | 17456            | 4228                 |